# Bhikkhu Bodhi

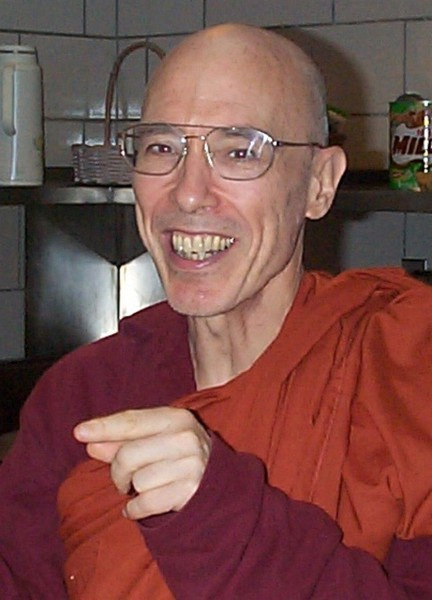
Bhikkhu Bodhi

Bhikkhu Bodhi (ur. 1944) – mnich buddyjski w tradycji theravada, amerykańskiego pochodzenia. Urodził się w Brooklinie w Nowym Jorku jako Jeffrey Block. Uzyskał licencjat z filozofii w Brooklyn College w 1966, a także doktorat z filozofii w Claremont Graduate School w roku 1972.
Buddyzm zafascynował go w wieku 20 lat, kiedy po ukończeniu studiów podróżował do Sri Lanki, gdzie wstąpił do nowicjatu w 1972, a w 1973 otrzymał pełne śluby, wszystko to pod kierownictwem czcigodnego Anandy Maitreyi, kierownika szkoły zakonnej na Sri Lance w tamtym czasie.
W 1984 został mianowany redaktorem Buddhist Publication Society (Buddyjskiego Stowarzyszenia Publikacji) na Sri Lance, a w 1988 został jego naczelnikiem. Czcigodny Bodhi ma na swoim koncie wiele znaczących publikacji, zarówno jako autor, tłumacz, czy edytor-wydawca, należą do nich m.in. "The Middle Length Discourses of the Buddha – A Translation of the Majjhima Nikaya" (tłumaczony wraz z Czcigodnym Bhikkhu Nanamoli, 1995), oraz "The Connected Discourses of the Buddha -- a New Translation of the Samyutta Nikaya" (2000).
W maju 2000 roku wygłosił przemówienie programowe dla ONZ z okazji pierwszych obchodów Visakha Puja (dzień narodzin Buddy, jego oświecenia i śmierci). Powrócił do Stanów w 2002, od lipca 2002 mieszka i naucza w klasztorze Bodhi. Obecnie jest przewodniczącym Rady Klasztoru Bodhi, oraz prezesem fundacji Yin Shun.
Niektóre z kursów bhikkhu Bodhi:
- A course in Pali Languag (Kurs języka pali)[1]
- Majjhima Nikaya Lectures (Czytanie Majjhima Nikayi)[2]
- The Buddha’s Teaching As It Is (Nauka Buddy jaką jest)[3]